# Горан Султановић
Горан Султановић (Београд, 23. август 1947) српски је филмски и позоришни глумац. Једно време је био управник Београдског драмског позоришта.

## Биографија
Рођен је 23. августа 1947. године у Хаџи Продановој улици код Каленић пијаце. У младости се бавио боксом, аматерском глумом и свирањем гитаре. Његова мајка је радила као гардеробер Београдског драмског позоришта, где је често одлазио и дефинитивно се определио за глуму. Аматерском глумом је почео да се бави у позоришту ДАДОВ.
Завршио је Четрнаесту београдску гимназију, али је два пута понављао разред због пречестог одсуства са наставе. Потом је уписао студије глуме на Академији за позориште, филм, радио и телевизију и био у класи Миленка Маричића заједно са Микијем Манојловићем, Марком Николићем, Предрагом Ејдусом, Цацијем Михаиловићем, Аљошом Вучковићем, Гораном Плешом, Драганом Максимовићем, Весном Пећанац, Огњенком Огњановић, Весном Малохоџић, Јеленом Чворовић, Радмилом Ђурђевић и Добрилом Ћирковић. Студије је завршио у року са просечном оценом 9,63. На другој години студија био је стипендиста Београдског драмског позоришта.
По дипломирању је примљен у радни однос у Народном позоришту, али је после две године дао отказ и прешао у Београдско драмско позориште.

## Улоге
| Год.       | Назив                                          | Улога                           |
| ---------- | ---------------------------------------------- | ------------------------------- |
| 1960-е     |                                                |                                 |
| 1968.      | Наше приредбе                                  |                                 |
| 1968.      | Има љубави, нема љубави                        |                                 |
| 1970-е     |                                                |                                 |
| 1970.      | Максиметар                                     | Водитељ                         |
| 1971.      | Шешир професора Косте Вујића                   | Јован Цвијић                    |
| 1971.      | Домовина у песмама                             |                                 |
| 1971.      | Без назива                                     |                                 |
| 1972.      | Сами без анђела                                |                                 |
| 1972.      | Сарајевски атентат                             | Трифко Грабеж                   |
| 1972.      | Грађани села Луга                              | Жика                            |
| 1972.      | Изданци из опаљеног грма                       |                                 |
| 1973.      | Од данас до сутра                              |                                 |
| 1973.      | Милојева смрт                                  | Војник                          |
| 1973.      | Девичанска свирка                              | Иван                            |
| 1973.      | Самоћа                                         |                                 |
| 1973.      | Наше приредбе (ТВ серија)                      |                                 |
| 1973.      | Сутјеска                                       | Пера Марковић                   |
| 1974.      | Пинг без понга                                 |                                 |
| 1974.      | Заклетва                                       |                                 |
| 1975.      | Салаш у Малом Риту (ТВ серија)                 | Лајтер                          |
| 1975.      | Зимовање у Јакобсфелду                         | Лајтер                          |
| 1976.      | Метак у леђа                                   |                                 |
| 1976.      | На путу издаје (мини-серија)                   | Поручник краљеве војске         |
| 1976.      | Морава 76                                      | Лале                            |
| 1977.      | Црни дани                                      |                                 |
| 1977.      | Више од игре                                   | Бенеш                           |
| 1978.      | Тренер                                         | Играч са бројем осам            |
| 1978.      | Отац или самоћа                                |                                 |
| 1978.      | Повратак отписаних (ТВ серија)                 | Раде Тестера                    |
| 1979.      | Слом                                           | Капетан I класе                 |
| 1979.      | Господин Димковић                              | Комуниста Бошко Лучић           |
| 1979.      | Њен пријатељ Филип                             |                                 |
| 1979.      | Какав дан                                      |                                 |
| 1980-е     |                                                |                                 |
| 1980.      | Швабица                                        | Коста, пријатељ Мишин           |
| 1980.      | Позоришна веза                                 | Фотограф                        |
| 1980.      | Которски морнари                               |                                 |
| 1981.      | База на Дунаву                                 | Адам                            |
| 1981.      | Стари Београд                                  |                                 |
| 1981.      | Била једном љубав једна                        |                                 |
| 1981.      | Позориште у кући 4                             | Мики                            |
| 1981.      | Светозар Марковић                              |                                 |
| 1982.      | Приче преко пуне линије                        |                                 |
| 1982.      | Венеријанска раја                              | иследник                        |
| 1983.      | Дани Авној—а (ТВ мини серија)                  |                                 |
| 1983.      | Мртви се не враћају (мини-серија)              |                                 |
| 1984.      | Не тако давно (ТВ серија)                      |                                 |
| 1985.      | Брисани простор                                | Лујо                            |
| 1986.      | Смешне и друге приче (серија)                  | Члан комисије 3                 |
| 1986.      | Шмекер                                         | Брат Бора                       |
| 1987.      | Већ виђено                                     | Лекар                           |
| 1987.      | Сазвежђе белог дуда                            | Наратор                         |
| 1987.      | Погрешна процена                               | Бора Продановић                 |
| 1987.      | Лагер Ниш                                      | Мирко                           |
| 1987.      | Соба 405                                       | Доктор Марковић                 |
| 1987.      |                                                |                                 |
| 1988.      | Сентиментална прича                            | Миша                            |
| 1987−1988. | Вук Караџић                                    | Кнез Милета Радојковић          |
| 1988.      | Балкан експрес 2                               |                                 |
| 1989.      | Последњи круг у Монци                          | Предраг                         |
| 1989.      | Другарица министарка                           |                                 |
| 1989.      | Балкан експрес 2                               | Немачки официр                  |
| 1990-е     |                                                |                                 |
| 1990.      | Ожалошћена породица                            | Танасије Димитријевић           |
| 1990.      | Покојник                                       | Милан Новаковић                 |
| 1990.      | Бољи живот 2                                   | Иследник                        |
| 1991.      | Кључеви аркане                                 |                                 |
| 1991.      | Холивуд или пропаст                            |                                 |
| 1991.      | Мала                                           | Костин друг                     |
| 1992.      | Полицајац са Петловог брда (филм)              | Јова Пајкић                     |
| 1992−1993. | Волим и ја неранџе... но трпим (серија)        | Зарија                          |
| 1992.      | Театар у Срба                                  |                                 |
| 1993.      | Рај (ТВ)                                       | Капетан Пантелија Попић „Панта“ |
| 1993.      | Полицајац са Петловог брда (ТВ серија из 1993) | Јова Пајкић                     |
| 1994.      | Жеља звана трамвај                             | Политичар                       |
| 1994.      | Полицајац са Петловог брда (ТВ серија из 1994) | Јова Пајкић                     |
| 1995.      | Сложна браћа                                   | Аднан Ченгић „Ченга“            |
| 1995.      | Све ће то народ позлатити                      | Бележник                        |
| 1995.      | Крај династије Обреновић                       | Потпуковник Лукић               |
| 1995.      | Отворена врата                                 | Ловац Гундра                    |
| 1996.      | До коске                                       | Мирољуб                         |
| 1996−1997. | Горе доле                                      | Пајче Крцић „Крца“              |
| 1998.      | Досије 128                                     | Друг Мрки                       |
| 1998.      | Откривање времена                              | Казује стихове                  |
| 1998.      | Повратак лопова                                | Инспектор                       |
| 1998.      | Породично благо                                | Тренер Мића                     |
| 1999.      | Код мале сирене                                |                                 |
| 1999.      | Пролеће у Лимасолу                             | Александар                      |
| 1999.      | Нож                                            | Усташки заповедник              |
| 2000-е     |                                                |                                 |
| 2000.      | Горски вијенац                                 | Мустај Кадија                   |
| 2002.      | Мртав ’ладан                                   | Доктор                          |
| 2002.      | Породично благо 2                              | Тренер Мића                     |
| 2002.      | Лавиринт                                       | Контролор у казину              |
| 2002.      | Лавиринт (ТВ серија)                           | Контролор у казину              |
| 2002.      | Држава мртвих                                  | Власник фризерског салона       |
| 2003.      | Најбоље године                                 | Неша                            |
| 2003.      | 011 Београд                                    | Аца                             |
| 2003.      | Казнени простор                                | Микица Урошевић                 |
| 2003.      | Наша мала редакција                            | Мијушко                         |
| 2004.      | Трагом Карађорђа                               | Фоча Ефендија                   |
| 2004.      | Скела                                          | Страни картограф                |
| 2005.      | Идеалне везе                                   | Доктор Царичић                  |
| 2006.      | Седам и по                                     | Политичар                       |
| 2007.      | Премијер                                       | Босанскохерцеговачки премијер   |
| 2008.      | Горки плодови                                  | Дамјан Михајловић „Дача“        |
| 2008.      | Заборављени умови Србије                       | Милан Ђ. Милићевић              |
| 2010-е     |                                                |                                 |
| 2010.      | Може и другачије                               | Никола                          |
| 2010.      | Плави воз                                      | Пуковник Крсмановић             |
| 2012.      | Плави воз (ТВ серија)                          | Пуковник Крсмановић             |
| 2013.      | Надреалисти                                    |                                 |
| 2015.      | Последњи и први                                |                                 |
| 2017−2018. | Немањићи — рађање краљевине                    | Просигој                        |
| 2018−2019. | Жигосани у рекету                              | чика Миле                       |
| 2019.      | Сенке над Балканом                             | председник суда                 |
| 2020-е     |                                                |                                 |
| 2020.      | Кости (ТВ серија)                              | Дида                            |
| 2020−2021. | Ургентни центар                                | Владимир Радак                  |
| 2021.      | Каљаве гуме                                    | Бранко/Јован                    |
| 2021.      | Дођи јуче                                      | Крста Караманчић                |
| 2021.      | Луд, збуњен, нормалан                          | Божо                            |
| 2023.      | Што се боре мисли моје                         | Милош Обреновић                 |